# コロニー落とし
コロニー落とし（コロニーおとし）は、アニメ『機動戦士ガンダム』シリーズで用いられる、スペースコロニーを超巨大質量爆弾として地球や月に投下する戦略攻撃である。
コロニー以外の重量物（人工天体・小惑星・大型艦船等）を対天体超巨大質量弾として用いる戦法についても、本稿で取り扱う。

## 概要
直径6.4km、全長40km級のスペースコロニーそのものを巨大な質量弾として地球上ないし月面上の目標に落下させ、その運動エネルギーで大規模な破壊を行う。コロニーの移動・軌道変更には核パルスエンジンなどの推進手段や、別のコロニーと衝突させてその反動で目的の軌道に投入する手段がとられる。「兵器」でこそないが、核やコロニーレーザーといった大量破壊兵器すら上回る破壊力を有する攻撃手段であり、その威力は核兵器ですら破壊困難な地球連邦軍ジャブロー基地（一年戦争時における本部）上層の岩盤層をも容易に貫通するとされる。地球環境に与える影響も大きく、気温の低下、地軸や自転速度の変化さえも引き起こす。
地球上の人間にとっては「空が落ちてくる」と表現されるなど、トラウマを与える側面を持ち、共通の畏怖対象として扱われている。
落下軌道に乗ったコロニーの落着を阻止するにあたり、推進剤等があれば内部からの制御でコロニーの進路を変える方法が取られるが、阻止限界点を超えると、目標への直撃は回避できても地上や月面への落下は免れない。あるいは、外部より（核ミサイル級の）火力による攻撃を加えることで多少なりとも質量を減じさせる、あるいはソーラ・システムの照射によって加熱・内部崩壊させ、落着時の運動エネルギーを拡散させる“程度”の手段を採るしかない。
コロニー落としの威力の描写については、同じ世界観であっても作品によって大きく異なる。

## 宇宙世紀でのコロニー落とし

### 『機動戦士ガンダム』でのコロニー落とし
『機動戦士ガンダム』で描かれた一年戦争冒頭の宇宙世紀0079年1月4日、ジオン公国軍が実施したブリティッシュ作戦が最初である。以後もコロニー落としが企図され、その過程でルウム戦役が勃発したほか、ガンダムシリーズで数度にわたりコロニー落とし、並びに小惑星を落下させる戦法が採られる。

#### ブリティッシュ作戦
作戦そのものは『機動戦士ガンダム』のオープニングや各話冒頭のナレーションと共に描写されている。作戦名は1981年の発刊のムック『ガンダムセンチュリー』で命名されていたが、『機動戦士ガンダム0083 STARDUST MEMORY』劇中で言及されるまでは非公式のファン用語の扱いであった。現在見られる設定では、一年戦争時に実際に行われたコロニー落としはこの1回だけとなっている。
目的は、核兵器の直撃にも耐えうる岩盤に守られた地球連邦軍総司令部ジャブローの破壊である。連邦側に立ちジオン公国に敵対したサイド2の8バンチコロニー・アイランド・イフィッシュを作戦に供すべく、シーマ・ガラハウ麾下の部隊がコロニーに毒ガスを注入して2000万人の住民を虐殺したうえで核パルスエンジンを装着し、ジャブローへの落下軌道に投入したが、連邦軍艦隊の艦砲射撃や地上からの核ミサイル攻撃によって損傷し、大気圏突入の約40分後に崩壊した。
崩壊したコロニーの前端部分はオーストラリアのシドニーを直撃して厚さ10kmの地殻を貫通し、造山運動を促してマグニチュード9.5の大地震を発生させた。アニメ『機動戦士ガンダム』の冒頭や一部ゲーム作品などのムービーで描かれているシーンは、この落着の瞬間である。その破壊力はヒロシマ型原爆約300万発分ともTNT換算にして6万メガトン級～30万メガトン級（1.5×10の20乗～1.3×10の21乗 J、ソーラ・レイ照射1万日～20万日分のエネルギーに相当）とも言われ、後に「シドニー湾」とも呼ばれる最大直径500キロメートルの巨大なクレーターを穿ち、オーストラリア大陸の16%を消滅させた。
崩壊したコロニーの残部のうち、3分の1は太平洋、3分の2は北アメリカ大陸にそれぞれ落着した。また、崩壊に際して飛散した大量の破片は地球全域に降り注いだ。宇宙世紀0203年を描いた小説『ガイア・ギア』では、独自設定として一年戦争時のコロニー落としによりパリが壊滅して「パリ湖」という湖が形成されており、それを反映させた場合、破片の1つによる被害と思われる。また、宇宙世紀0224年を描いたゲーム『G-SAVIOUR』では、シドニー湾内にMSが内部を移動できる比較的大きなコロニーの一部が突き刺さるようにして存在している。
そのほか、落着の2次被害として衝撃波や津波、気象変動などが発生し、人的被害は23億人に及んだ。以後も、長年にわたって地球全体に多大な悪影響を及ぼし続けたほか、地球の自転速度が1時間当たり1.2秒速められたという。総被害数は40億人を越えるとされる。後付けによる設定の変遷の影響で、後代のコロニー落としやそれに類する質量兵器による攻撃とは別格の、圧倒的に大きな破壊力を示して世界的な被害を与えたものとされている（後述）。
作戦自体は当初の目的を達成できずに失敗となったが、地球規模の多大な被害を起こしたことから、後に結ばれる南極条約では「大質量兵器の使用禁止」という条項が盛り込まれている。
設定の変遷
『ガンダム』第1話の冒頭などでコロニーが都市に落ちる場面が描かれるが、台詞やナレーションでの説明はなく、コロニー落としの被害規模、落下地点、及び落下した基数について、作中の描写で判断できるものは存在しない。
「ブリティッシュ作戦」という作戦名も、単基のコロニー落としとしての上記の詳細な設定も『センチュリー』初出のもので、もともとは非公式設定である。また、作戦名は第二次世界大戦後に多くの植民地（コロニー）を失い衰退していったイギリス連邦になぞらえたものとされる。作戦に供するコロニーの改造と護衛のため、長時間行動用の推進剤と冷却タンクを背負ったザクが本来の機動性を発揮できずに多くが撃墜され、教導機動大隊設立以来の熟練パイロットの多数を喪失したとする記述もある。なお、原案や過去の設定に見られる詳細ではサイド1、2、4、5を攻撃して各地からコロニーを落とした、約40基のコロニーを落とした後、さらにサイド2、5の大半のコロニーを落下させたなど、一年戦争中に1基だけが落ちたとする現在の設定と異なるものが複数見られる。
ブリティッシュ作戦による被害は『センチュリー』以降の作品でもこの設定を採用していないか、整合性を取っていないものが見られる。富野由悠季の小説『機動戦士Ζガンダム』の時点でも、一年戦争時に複数の主要都市にコロニーが落とされた旨を記述している。アニメ『機動戦士ガンダムΖΖ』作中でもコロニー落としでダブリンが壊滅させられているが、その被害規模は『センチュリー』の設定には遠く及んでいない。OVA『機動戦士ガンダム0080 ポケットの中の戦争』第4話ではシドニーの季節についての話題が出る場面があるが、シドニーが失われたとされる設定を踏まえると不自然なやり取りとなっている。OVA『機動戦士ガンダム0083 STARDUST MEMORY』において、ほぼ『センチュリー』そのままの内容で公式な設定となり、映像でもそれが確認できる。
また、本作戦における毒ガスの使用についても本編放映当時には設定がなく、小説版におけるGG（ダブルジー）ガス使用の記述や、同様に『0083』の小説版などで描写され、さらに後年のOVA『機動戦士ガンダム 第08MS小隊』においてシロー・アマダの回想シーンの中で映像化された。
THE ORIGINでの設定
漫画『機動戦士ガンダム THE ORIGIN』では、アイランド・イフィッシュは3つに崩壊し、シドニー、シベリア・バイカル湖付近、北米各地に落着したとされている（アニメ版ではオーストラリア南部、太平洋、カナダ）。ドッキングベイが落着したシドニーにはオペラハウスの残骸があることから、湖が形成されることはなかったと考えられる。また、シベリアに落着した破片は東アジアに大地震と大津波を引き起こした。

#### ルウム戦役
ブリティッシュ作戦でジャブローの破壊という目的を達成できなかったジオン軍は、再度のコロニー落としに着手し、サイド5・ルウムの第11番コロニー・ワトホートに狙いを定めた。これを察知した連邦軍は、作戦を阻止すべく総力戦を挑み、ジオン側は核パルスエンジン装着の途中で作戦の中断を余儀なくされた。
後年制作されたOVA『機動戦士ガンダム MS IGLOO』では、本作戦はジオン軍がルナツーに逼塞する連邦軍艦隊を誘い出して殲滅するために、再度のジャブロー攻撃を企図して「第二次ブリティッシュ作戦」を実施するべくワトホートを襲撃するという情報を意図的に流したものと説明されている。この作戦でジオン軍は、初めて実戦にモビルスーツを投入して連邦軍宇宙艦隊を壊滅させるという目的を達成したが、ジオン側の損耗も大きく、また連邦軍との南極条約の締結もあり、以降は一年戦争中にコロニー落としは行われなかった。

### 『機動戦士Ζガンダム』でのコロニー落とし・隕石落とし

#### 月面都市グラナダへのコロニー落とし
『機動戦士Ζガンダム』第25話において、宇宙世紀0087年のグリプス戦役の最中、ティターンズはアポロ作戦によって占領した月面都市フォン・ブラウン市がエゥーゴの反攻作戦によって奪還されたため、エゥーゴの本拠地である（地球から見て）月の裏側の月面都市グラナダを攻略するための橋頭堡を失った。そこで、フォン・ブラウン失陥時に同市に駐留していたティターンズ部隊の指揮官であったジャマイカン・ダニンガンは、一年戦争において著しく損傷したため廃棄された無人コロニーであるサイド4の27バンチコロニーを、月のグラナダへ落下させて一気にエゥーゴを殲滅しようとしたが、この作戦を知ったパプテマス・シロッコがサラ・ザビアロフをエゥーゴに差し向けて作戦内容を密告したためエゥーゴの対処が素早く、コロニーはグラナダから180 kmほど離れた地点に落着した。
なお、劇場版ではアポロ作戦を省略していきなりグラナダへのコロニー落とし作戦が行われている。この際にティターンズ前線部隊司令官バスク・オムがティターンズ総帥ジャミトフ・ハイマンに対して送った電文には、バスクがジャマイカンを始めとする前線の将兵を抑えきれなかったとの内容が書かれていたが、ジャミトフやアレキサンドリアのブリッジにおけるジャマイカンらの発言からは、むしろバスクがコロニー落とし作戦を立案したように受け取れ、少なくともこの作戦に対して積極的に反対しなかったことがうかがわれる。
TV版においては、この作戦に対してバスクがどれほど関与していたかは定かではないが、コロニー移動用の核パルスエンジンやその燃料は普段の作戦行動では必要のないものであることから、バスクもこの作戦におけるジャマイカンの行動を承認ないし黙認する形でかかわった可能性がある。

#### 月面都市グラナダへのアクシズ落とし
『機動戦士Ζガンダム』第48話において、グリプス戦役終盤、ゼダンの門に激突したあとのアクシズは針路をグラナダへの落下コースに取っていた。エゥーゴは先に制圧していたコロニーレーザーをアクシズに向けて発射してその軌道を変え、グラナダへの落下を阻止している。

### 『機動戦士ガンダムΖΖ』でのコロニー落とし
『機動戦士ガンダムΖΖ』第35話において、宇宙世紀0088年にネオ・ジオンのマシュマー・セロ率いる部隊により、地球に与える被害とその恐怖によってネオ・ジオンの力を誇示しようと、アイルランドのダブリンにコロニーが落とされる。地球連邦政府はコロニーを落とされることを否定していたために避難が遅れており、そこをラカン・ダカラン率いる部隊に襲撃される。ラカンは1人でも多くの人間をコロニー落としに巻き込もうとダブリンから外に出る道を破壊したうえ、避難民にも直接攻撃を加えている。
ただし、コロニーは落着後もしばらく原形をとどめたまま直立しており、直前まで付近にいたジュドーらも致命的な被害までは受けておらず、現設定のブリティッシュ作戦のような大規模な災害としては描写されていない。現時点で、この被害規模の差についての説明はされていない。

### 『機動戦士ガンダム 逆襲のシャア』での隕石落とし
映画『機動戦士ガンダム 逆襲のシャア』において、宇宙世紀0093年、シャア・アズナブル率いるネオ・ジオン軍は「地球に居残る人々を粛清する」という目的で地球寒冷化を目論み、当時の地球連邦軍が本部を置いていたチベットのラサに小惑星5thルナを落下させている。
更にシャアは作戦の最終段階として小惑星アクシズを地球に落下させようとするが、ロンド・ベル隊の必死の攻撃によって阻止される。
アクシズの落着によるエネルギーは1.4×10の22乗 J（メガトン級水爆300万発、ソーラ・レイ照射200万日分のエネルギーに相当）という天文学的な数値に達していたが、地上からでも視認可能なオーロラのような光により、不自然な軌道変更が生じて阻止されている。この隕石落としの阻止はミノフスキー物理学的な現象によってアクシズの軌道が変化したためともいわれているが、後年には人類が観測した最初にして最大のサイコ・フィールド「アクシズ・ショック」と称されるようになり、サイコフレーム開発技術は秘匿されていく。

### 『機動戦士ガンダム0083 STARDUST MEMORY』でのコロニー落とし
OVA『機動戦士ガンダム0083 STARDUST MEMORY』において、宇宙世紀0083年のデラーズ紛争にて、ジオン軍残党デラーズ・フリートがコロニー再建計画で移送中のアイランド・イーズとアイランド・ブレイドを乗っ取り、2基のコロニーを衝突させて、その反動でイーズを月のフォン・ブラウン市に落下させる軌道に投入する「星の屑作戦」を実行した。月への落着を阻止すべく追撃する連邦軍を引きつけたところでコロニーは推進器に点火、推進剤を使い果たした連邦軍艦艇を振り切り、今度は地球へ向かう軌道に乗る。ジャミトフら連邦軍の一部は事前にシーマ・ガラハウと密約を結び、裏でデラーズ・フリートの作戦を入手したうえで地球近傍でコロニーを破壊すべくソーラ・システムIIを展開して待ち受けたが、アナベル・ガトーらの猛攻に妨害され充分な照射を与えられず、コロニーはほぼ原型を留めたまま、北米大陸に落着する。
連邦側はコロニー落としの標的がジャブローであると考えていたが、デラーズ・フリートの定めた目的は北米大陸の穀倉地帯の破壊であった。これにより地球の自給自足体制を損なわせ、消費する食料の供給をスペースコロニーに仰がざるをえない状況を作り出し、スペースノイドの連邦政府に対する発言権を強化することにあった。この真相は劇中では明示されず、ガトーの台詞を通して示唆されるに留まる。
連邦政府は後に「コロニー移送中の事故」と発表して真相を隠蔽し、ジャミトフ・ハイマンら連邦軍内部のタカ派が、その発言権を強化し、またスペースノイドを危険視してこれに対抗する部隊としてティターンズを結成する大義名分として利用する。

### 『機動戦士クロスボーン・ガンダム DUST』でのコロニー落とし
漫画『機動戦士クロスボーン・ガンダム DUST』において、宇宙世紀0169年にスペースコロニー「ネオ・1バンチ」に住む9000万人の住民をまるごと戦域から地球に脱出させるため「DUST計画」が立案・実行される。別名「コロニー降ろし」。
第一次ネオ・ジオン抗争で行われたダブリンへのコロニー落としで、コロニーが構造を維持したまま落着したことを参考に、地球に突入したコロニーを極端に減速させ（DUSTでは、ダブリンへのコロニー落としは環境破壊ではなく、連邦への恫喝を目的にしていたため、意図的にコロニーの落下速度を落としていたとしている）、地表に軟着陸させることで住民ごと地表へ降ろすことを目的としている。
無論そのままでは、通常のコロニー落としになってしまうため、ネオ・1バンチ自体大幅な改造が施され、住民にも徹底した訓練が行われた。大気圏突入時には大気による減速効果を最大にするためにコロニーを横向きにして回転、無人化したコロニー最内面の空気を抜き軽量化。さらに、ミノフスキードライブ搭載機を先行させ、光の翼により形成された気流にコロニーを乗せることで、コロニーを巨大な翼に乗った状態にして揚力を発生させている。なお、軟着陸したとしても巨大構造物であるスペースコロニーは放置したり、爆破解体などを行えば、地球環境に多大な影響を与えるため、その後の5年がかりの解体も計画に含まれている。

### 『機動戦士Gundam GQuuuuuuX -Beginning-』でのでのコロニー落とし・隕石落とし
映画『機動戦士Gundam GQuuuuuuX -Beginning-』において、正史とは異なる展開を辿った宇宙世紀0079年の一年戦争にて、ルナツーの失陥により追い詰められた連邦宇宙軍がワッケイン指揮の下で、宇宙要塞コンペイトウ（旧ソロモン）をジオン公国軍突撃機動軍司令部のあるグラナダ基地へ落下させて一矢報いようとする。これに対し、ルナツー攻略にほぼ全軍を割き手薄となっていたジオン軍はシャア・アズナブル大佐を指揮官とする強襲揚陸艦ソドン（元連邦軍強襲揚陸艦ペガサス）及びムサイ級3隻からなる即席の『殴り込み艦隊』で迎撃。ソロモン内部に侵入、核融合炉を爆破して要塞の一部を破砕することにより落下軌道ルートをずらそうとするが作戦は失敗する。だが、アクシデントから要塞に取り残されていたシャア大佐が搭乗するガンダムに搭載されていたサイコミュから謎の発光現象が発生、要塞の一部を包み込むと同時に中心部のガンダムと共に発光部分が消失して要塞はグラナダへの落下ルートを外れることとなった。
これにより宇宙における拠点をすべて失った地球連邦はジオン公国に対して停戦を余儀なくされ、戦争は事実上ジオン公国の勝利で終わる。一方で、のちにゼクノヴァと称される謎の発光現象によりシャア大佐とガンダムは行方不明となった。

### その他の質量兵器
雑誌企画『ガンダム・センチネル』において、全長200mを越える大型モビルアーマー「ゾディ・アック」を質量兵器として用いている。
宇宙世紀のif要素を盛り込んだ戦略シミュレーションゲーム『機動戦士ガンダム ギレンの野望』では、ジオン側の作戦としてルナツー攻略後にサイド7のコロニーを用いた「第二次ブリティッシュ作戦」を実行できる。サイド7のコロニーは建造中で長さも短いため落着をコントロールしやすいとのこと。また、『機動戦士ガンダム ギレンの野望 アクシズの脅威』ではルナツーをジャブローへ落とす作戦を実行できる。

#### マスドライバー
月面などに設置されたマスドライバーを岩塊などの質量弾を打ち出す兵器として用いた作品もいくつか存在する。
ゲーム/漫画『機動戦士ガンダム戦記』
宇宙世紀0081年に「水天の涙作戦」においてジオン軍残党がマスドライバーを占拠し、地球に攻撃を仕掛ける。
ゲーム『機動戦士ガンダムF91 フォーミュラー戦記0122』
宇宙世紀0122年に第二次オールズモビル戦役においてクロスボーン・バンガードが、それぞれ月面に設置されたマスドライバーを運用している。
ゲーム『機動戦士ガンダム ギレンの野望 ジオン独立戦争記』
展開によっては、ルナツーを制圧したジオン軍が、同基地のマスドライバーによるジャブローへの攻撃を行い、防衛網を沈黙させた上で部隊を侵攻させることができる。
漫画『機動戦士ガンダム MSV-R 宇宙世紀英雄伝説 虹霓のシン・マツナガ』
南極条約締結後、第一次地球降下作戦までの間に、ジオン軍が「南極条約に抵触しない戦略兵器」として月面のマスドライバーを用いて地球上の航空基地などへ攻撃を行っている。

## 宇宙世紀シリーズ以外の作品

### 『新機動戦記ガンダムW』シリーズでのコロニー落とし
『新機動戦記ガンダムW』において、アフターコロニー195年、ホワイトファング軍と世界国家軍の決戦のさなか、主砲を発射しようとするホワイトファングの旗艦リーブラにガンダムチームの母艦ピースミリオンが激突。ミリアルド・ピースクラフトはリーブラを地球へ落下させようとしたが、5人の博士とヒイロ・ユイによって阻止される。
『新機動戦記ガンダムW Endless Waltz』において、アフターコロニー196年、マリーメイア軍は本来のオペレーション・メテオ（L1〜5までの各ラグランジュポイントにあるコロニーを地球に落下させる）の実行を目論み、L3コロニー群のX-18999コロニーを地球に落下させようとした。ただし、これは同コロニー内に潜入したヒイロ・ユイ、デュオ・マックスウェル、トロワ・バートンの3名により阻止される。

### 『機動新世紀ガンダムX』でのコロニー落とし
『機動新世紀ガンダムX』において、第七次宇宙戦争末期、宇宙革命軍は意見を違える他のコロニーを毒ガスによって殲滅し、それらのコロニーをもってコロニー落としを強行する。40基近くのコロニーが南米大陸を中心に地上各地へ落着し、地球圏の総人口が開戦前の百億から一億程度にまで激減するほどの惨劇をもたらした（ガロード・ランの言葉によれば、その後「3年間核の冬だった」という）。この結果、人類の存続そのものが脅かされる事態となり、地球統合連邦政府と革命軍はともに継戦能力を失って事実上の停戦に追い込まれた。この年はアフターウォー元年と呼ばれることになる。

### 『機動戦士ガンダムSEED DESTINY』でのコロニー落とし
『機動戦士ガンダムSEED DESTINY』において、コズミック・イラ73年、血のバレンタイン事件の復讐を誓うサトーらザラ派のザフト軍脱走兵が、同事件により破壊されたユニウスセブンの残骸を地球へ落下させた。ザフト軍は可能な限り破砕作業を続けたが、多数の破片が燃え尽きる事なく地上へ落着し、ローマ、アテネ、ラサ、万里の長城、上海、北京、クアラルンプール、グランド・キャニオン、ケベックなどを直撃した。また、一部が大西洋に落ち津波を引き起こしたことで、大西洋に面する地域である南アメリカ合衆国のフォルタレザへの大津波や大西洋連邦のサウスカロライナ州からメイン州一帯が水没する等、世界各地に大きな被害を与えた（「ブレイク・ザ・ワールド」）。

### 『機動戦士ガンダムAGE』でのコロニー落とし
『機動戦士ガンダムAGE』において、第2部「アセム編」でヴェイガンの移動要塞ダウネスがコロニー「ノートラム」に侵略するが地球連邦軍の迎撃を受け、ダウネスが制御不能に陥り地球に落下してしまうが、アセム・アスノとゼハート・ガレットの活躍とコロニー・デストロイヤーによりダウネスが破壊されたため、事なきことを得る。

## 現実的な影響
コロニー内部は空洞になっており、仮に大型コロニーが建造され地球に落とされたとしても、大気圏内で飛散し完全に燃え尽きるのではないかという説がある。しかし、想定されるコロニーの外壁はスペースデブリが衝突しても耐えられるほどの強度は当然備えているであろうし、推定50億トン近くになるとされるコロニーが、たとえ分散したとしても完全に消失するとは考えがたいとの反論もある。なお、ブリティッシュ作戦で使用されたアイランド・イフィッシュは事前に外壁に耐熱コーティングを施したという設定が後付けされており、漫画『THE ORIGIN』でその描写がある。
実際、1979年に大気圏に突入したスカイラブの破片の一部が地上（オーストラリア）に落下したのをはじめ、大きなスペースデブリの破片が燃え尽きずに落下した事例が数件ある。